# Magyarország a 2001-es fedett pályás atlétikai világbajnokságon
Magyarország a Lisszabonban megrendezett 2001-es fedett pályás atlétikai világbajnokság egyik részt vevő nemzete volt. Az ország a versenyen négy sportolóval képviseltette magát.

## Eredmények

### Férfi
| Versenyző     | Versenyszám | Előfutam | Előfutam | Előfutam | Elődöntő | Elődöntő | Elődöntő | Döntő   | Döntő    |
| Versenyző     | Versenyszám | Idő      | Hely.    | Össz.    | Idő      | Hely.    | Össz.    | Idő     | Helyezés |
| ------------- | ----------- | -------- | -------- | -------- | -------- | -------- | -------- | ------- | -------- |
| Kovács Balázs | 60 m gát    | 7,86     | 7.       | 18.      | kiesett  | kiesett  | kiesett  | kiesett | kiesett  |

### Női
| Versenyző   | Versenyszám | Előfutam | Előfutam | Előfutam | Elődöntő | Elődöntő | Elődöntő | Döntő   | Döntő    |
| Versenyző   | Versenyszám | Idő      | Hely.    | Össz.    | Idő      | Hely.    | Össz.    | Idő     | Helyezés |
| ----------- | ----------- | -------- | -------- | -------- | -------- | -------- | -------- | ------- | -------- |
| Szabó Enikő | 60 m        | 7,45     | 5.       | 28.      | kiesett  | kiesett  | kiesett  | kiesett | kiesett  |
| Szabó Enikő | 200 m       | 24,49    | 3.       | 15.      | kiesett  | kiesett  | kiesett  | kiesett | kiesett  |
| Varga Judit | 1500 m      | 4:19,45  | 10.      | 18.      |          |          |          | kiesett | kiesett  |

| Versenyző    | Versenyszám | Selejtező | Selejtező | Döntő    | Döntő    |
| Versenyző    | Versenyszám | Eredmény  | Helyezés  | Eredmény | Helyezés |
| ------------ | ----------- | --------- | --------- | -------- | -------- |
| Győrffy Dóra | Magasugrás  |           |           | 1,93 m   | 5.       |